# Artigisa cautophanes
Artigisa cautophanes är en fjärilsart som beskrevs av Turner 1902. Artigisa cautophanes ingår i släktet Artigisa och familjen nattflyn. Inga underarter finns listade i Catalogue of Life.